# Дора 2002.
Дора 2002 је била десето издање хрватске националног избора Дора која је одабрала пријаву Хрватске за Песму Евровизије 2002. Конкурс се састојао од двадесет радова који су се такмичили у једном финалу 10. марта 2002. године у Павиљону 5 Загребачког велесајма у Загребу, чији су домаћини били Душко Ћурлић и Бојана Грегорић. Емисија је емитована на ХТВ1 као и путем веб странице емитера.

## Пријаве
Дана 14. новембра 2001., ХРТ је отворио рок за пријаву у којем су уметници и композитори могли да предају своје радове емитеру до 5. јануара 2002. године. Певачи су морали да буду потписани са издавачким кућама да би учествовали на такмичењу. Емитер је примио 203 прилога током периода за подношење. Једанаесточлана комисија прегледала је приспеле радове и одабрала двадесет уметника и песама за конкурс. ХРТ је 25. јануара 2002. објавио конкурентске радове, а међу њима је био и Горан Каран који је представљао Хрватску на Евросонгу 2000. године.

## Финале
Финале је одржано 10. марта 2002. Све песме изведене су уз Ревијски оркестар ХРТ-а, а побједник "Сасвим сигурна" у изведби Весне Писаровић одређен је комбинацијом гласова четири регионална жирија, стручног жирија, јавног телевизијског гласања подељеног на четири телефонске регије у Хрватској и јавног гласања. онлајн гласање које је регистровало 3.226 гласова. Поред извођења такмичарских радова, Ивана Спагна и хрватска учесница Евровизије 2001. Вана наступиле су у паузи.
| Редослед | Извођач                    | Песма                                   | Број поена | Место |
| -------- | -------------------------- | --------------------------------------- | ---------- | ----- |
| 1        | Иван Микулић               | "Ти си ту"                              | 25         | 9     |
| 2        | Петар Драгојевић           | "Лажи"                                  | 7          | 18    |
| 3        | Adalbert Turner - Juci     | "Дотакни срце"                          | 50         | 5     |
| 4        | Зак                        | "Знам ја како је кад ти узму све"       | 0          | 20    |
| 5        | Најбољи хрватски тамбураши | "Дивне године"                          | 21         | 11    |
| 6        | Ален Лазарић               | "Све љубави мог живота"                 | 11         | 16    |
| 7        | Бранимир Михаљевић         | "Хвала ти за све"                       | 10         | 17    |
| 8        | Klub 4' 33                 | "Ave Maria Laudata"                     | 16         | 14    |
| 9        | Давор Радолфи              | "Одлазим"                               | 6          | 19    |
| 10       | Jacques                    | "Чаролија"                              | 19         | 13    |
| 11       | Зденка Ковачичек           | "Одавно схватила сам све"               | 59         | 4     |
| 12       | Тихана Сабати              | "Не љубим више на глас"                 | 16         | 14    |
| 13       | Горан Каран                | "Još uvijek vjerujem da ljubav postoji" | 71         | 2     |
| 14       | Перле                      | "Немирна ријека"                        | 24         | 10    |
| 15       | Борис Новковић             | "Елоис"                                 | 63         | 3     |
| 16       | Joy                        | "Такав сам ти ја"                       | 21         | 11    |
| 17       | Весна Писаровић            | "Сасвим сигруна"                        | 118        | 1     |
| 18       | Младен Бурнаћ              | "Ja - Ja"                               | 36         | 6     |
| 19       | Ален Витасовић             | "Ја сам Истриан"                        | 36         | 6     |
| 20       | Давор Тоља и Леонида Бурић | "101 лаж"                               | 29         | 8     |

## Припрема
Након консултација са стручњацима за музику и индустрију, као и узимајући у обзир резултате јавних истраживања и јавног телевизијског гласања одржаног између 13. и 18. марта, ХРТ је одлучио да ће "Сасвим сигурна" бити изведена на енглеском језику на Песми Евровизије под називом „Everything I Want“.